# Villavieja de Yeltes
Villavieja de Yeltes es un municipio y localidad española de la provincia de Salamanca, en la comunidad autónoma de Castilla y León. Se integra dentro de la comarca de Vitigudino y la subcomarca de El Abadengo. Pertenece al partido judicial de Vitigudino.
Su término municipal está formado por un solo núcleo de población, ocupa una superficie total de 50,84 km² y según los datos demográficos recogidos en el padrón municipal elaborado por el INE en el año 2024, cuenta con una población de 688 habitantes.

## Toponimia

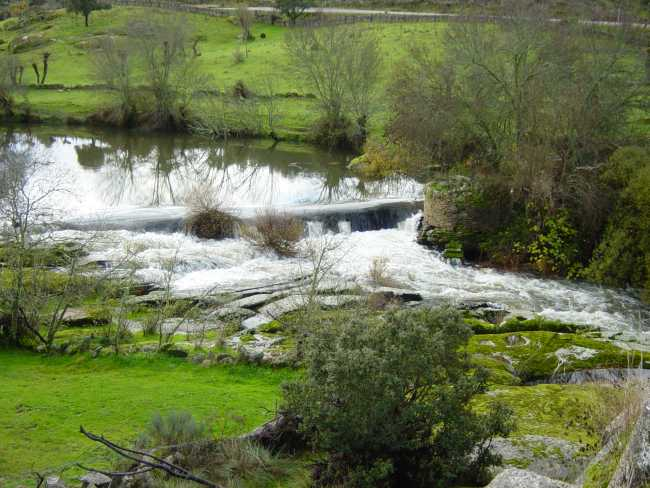
El Yeltes a su paso por Villavieja

Desde su repoblación en la Edad Media por los reyes leoneses su topónimo fue «Villar de la Vieja», donde la denominación «villar» significaría «pueblo» en lengua leonesa, desconociéndose el origen de la referencia a «la vieja», la otra parte del topónimo, que fue posteriormente apocopado hasta el actual «Villavieja», al que en 1916 se le añadiría «de Yeltes» en referencia al río que baña el término municipal.

## Geografía
Su altitud es de 741 m s. n. m. El término municipal se halla recorrido por el río Yeltes, en sus extremos oriental y septentrional, el cual recibe, a lo largo de su recorrido, las aguas de varios arroyos. El punto más alto del término se localiza en el cerro de La Berzosa con 831 m s. n. m.
Villavieja de Yeltes se encuentra situada en el noroeste salmantino. Dista 85 km de Salamanca capital. 
Se encuentra en la comarca de El Abadengo. Pertenece a las mancomunidades de Vitigudino y Yeltes y al partido judicial de Vitigudino.
| Noroeste: Bogajo    | Norte: Yecla de Yeltes | Noreste: Villares de Yeltes |
| Oeste: Bañobárez    |                        | Este: Villares de Yeltes    |
| Suroeste: Bañobárez | Sur: Sancti-Spíritus   | Sureste: Retortillo         |

## Historia

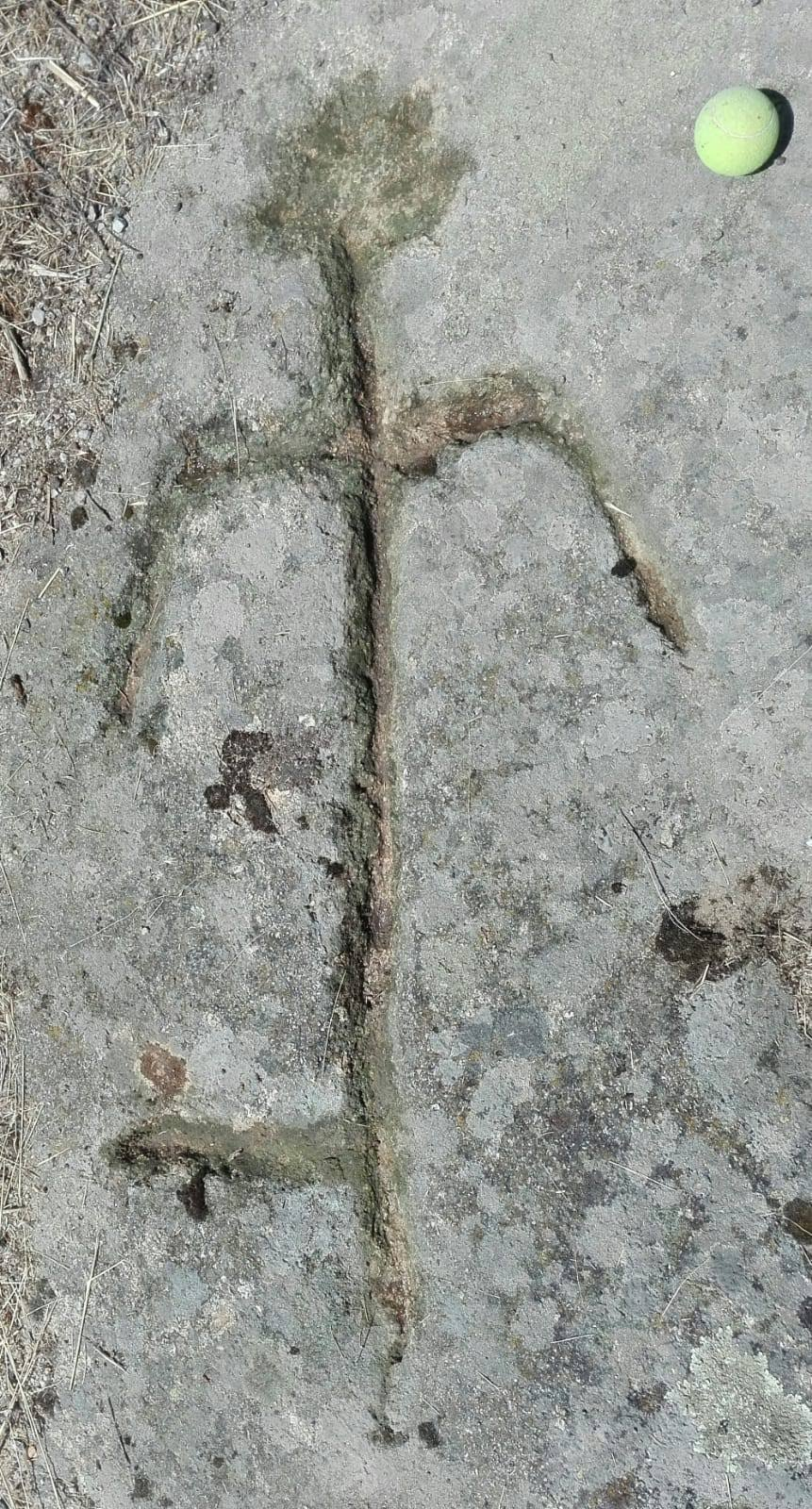
Petroglifo calcolítico

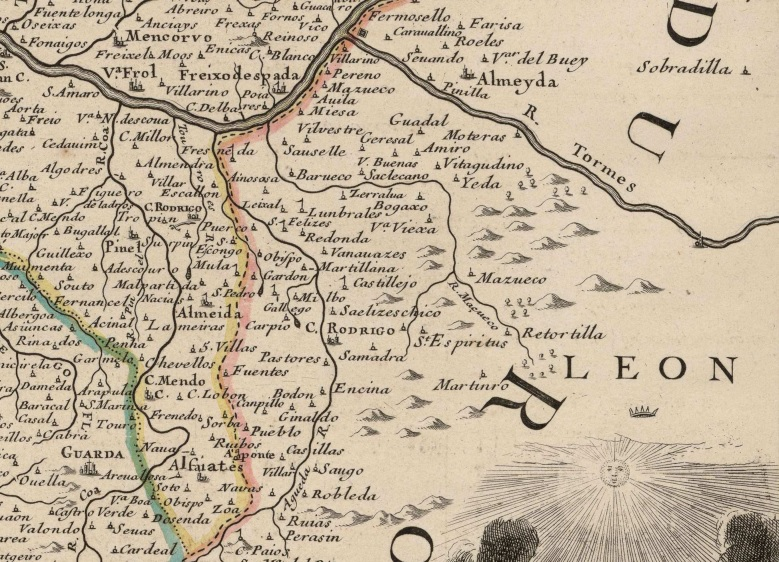
Detalle del oeste salmantino en un mapa del, en el que se puede observar Villavieja (escrito como Vª Viexa)

Según indican los hallazgos de bifaces, hachas de piedra pulimentada o restos de dólmenes, en el actual término municipal de Villavieja de Yeltes existieron asentamientos humanos desde épocas paleolíticas.
Con gran probabilidad existieron al menos dos poblados calcolíticos: el primero, cerca del dolmen de la dehesa de Nampalancar, y el segundo junto al alineamiento megalítico de la carretera de Villares. Al primer poblado podría pertenecer el petroglifo antropomorfo de 80x60 cm que se encuentra junto a la carretera de Vitigudino descubierto en 1997, por Remedios Corral Rodríguez y publicado en el boletín informativo de Villavieja el 1 de febrero de 2004. Situado a apenas 400 metros del dolmen de la dehesa, dirige su cabeza hacia el oeste y los pies hacia el este.
De las etapas altomedievales también hay restos, tanto necrópolis como asentamientos bajomedievales como los "Castros" en los que se acreditan a partir de la toponimia (Las Aldehuelas, los Casares, etc) y que responden a los procesos de repoblación llevados a cabo en la zona por los monarcas del Reino de León. Es en esta época en la que fundaría "Villar de la Vieja", muy probablemente sobre los restos de algún tipo de asentamiento antiguo, ya que el vocablo "villar" era empleado en leonés antiguo para designar generalmente a las poblaciones que se creaban donde hubo un poblado previo. Asimismo, la Baja Edad Media está en relación con la Tierra de Ciudad Rodrigo.
Tierra de penillanura de encinas y pastizales, geográficamente Villavieja de Yeltes pertenece a la comarca de El Abadengo. Hasta mediados del siglo XIX perteneció en todos los aspectos al denominado Campo de Camaces, encuadrado en la Tierra de Ciudad Rodrigo. La reorganización administrativa y judicial llevada a cabo en esa época hizo que pasase a depender de Vitigudino. Esto ha hecho que otros estudiosos consideren que el municipio forma parte de la Tierra de Vitigudino, pero Saturnino Galache, poeta y sacerdote natural de la villa, dejaba clara su pertenencia a El Abadengo en su libro "Charras" (Ciudad Rodrigo, 1915).
El Abadengo recibe este nombre debido a que esta zona perteneció a la Orden de los Caballeros Templarios, que en estos lugares estaban bajo el mando de un abad. El paso a la Orden del Temple de esta zona se debe a Fernando II de León que le cedió su gestión en el siglo XII aunque formando parte de su reino. Hay personas que opinan que la Patrona de la Villa, Nuestra Señora de los Caballeros, que según la tradición fue encontrada en la dehesa de Santidad a poca distancia del pueblo, sería una antigua imagen perteneciente a esa Orden.

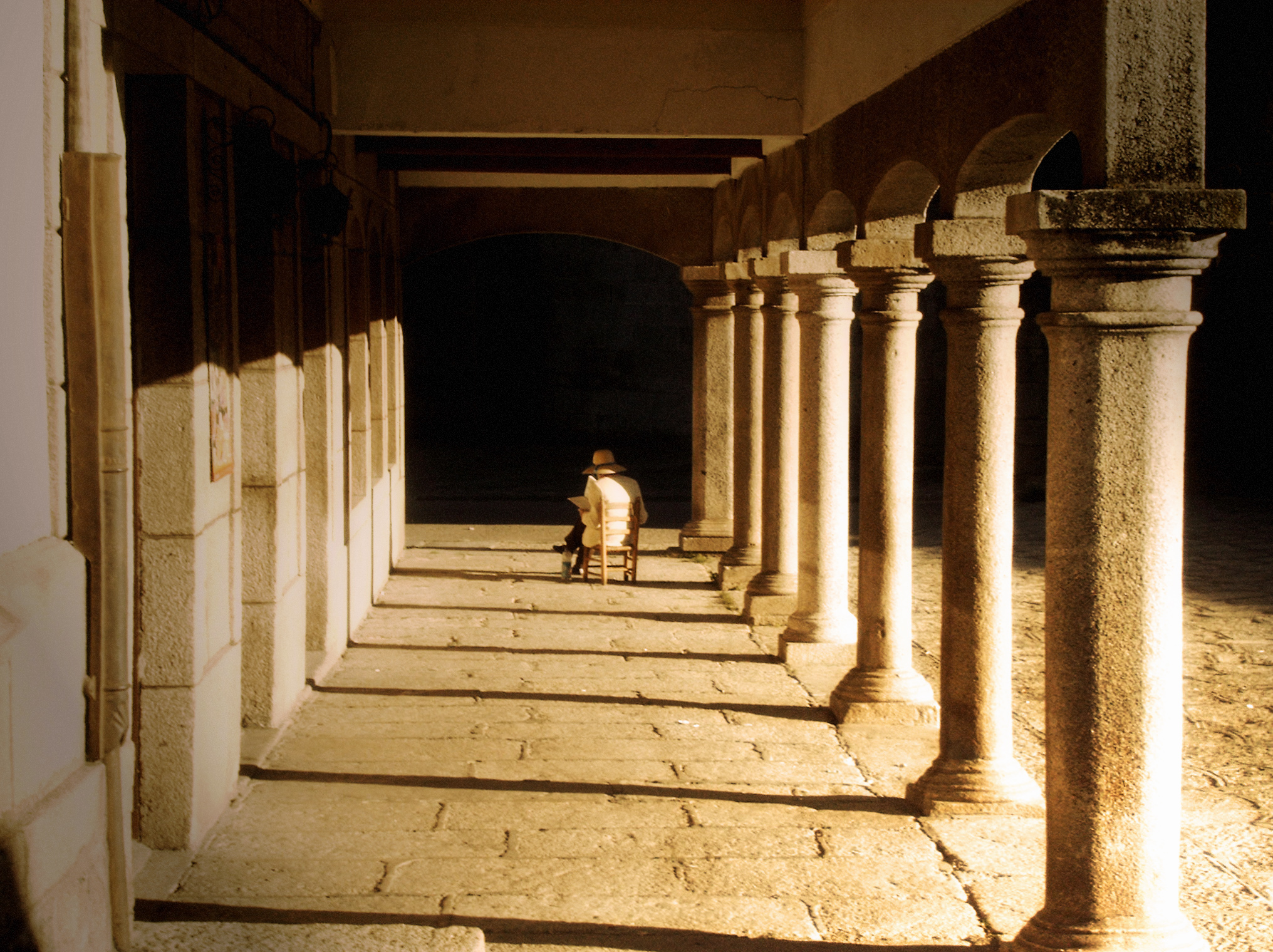
Soportales de la plaza Mayor

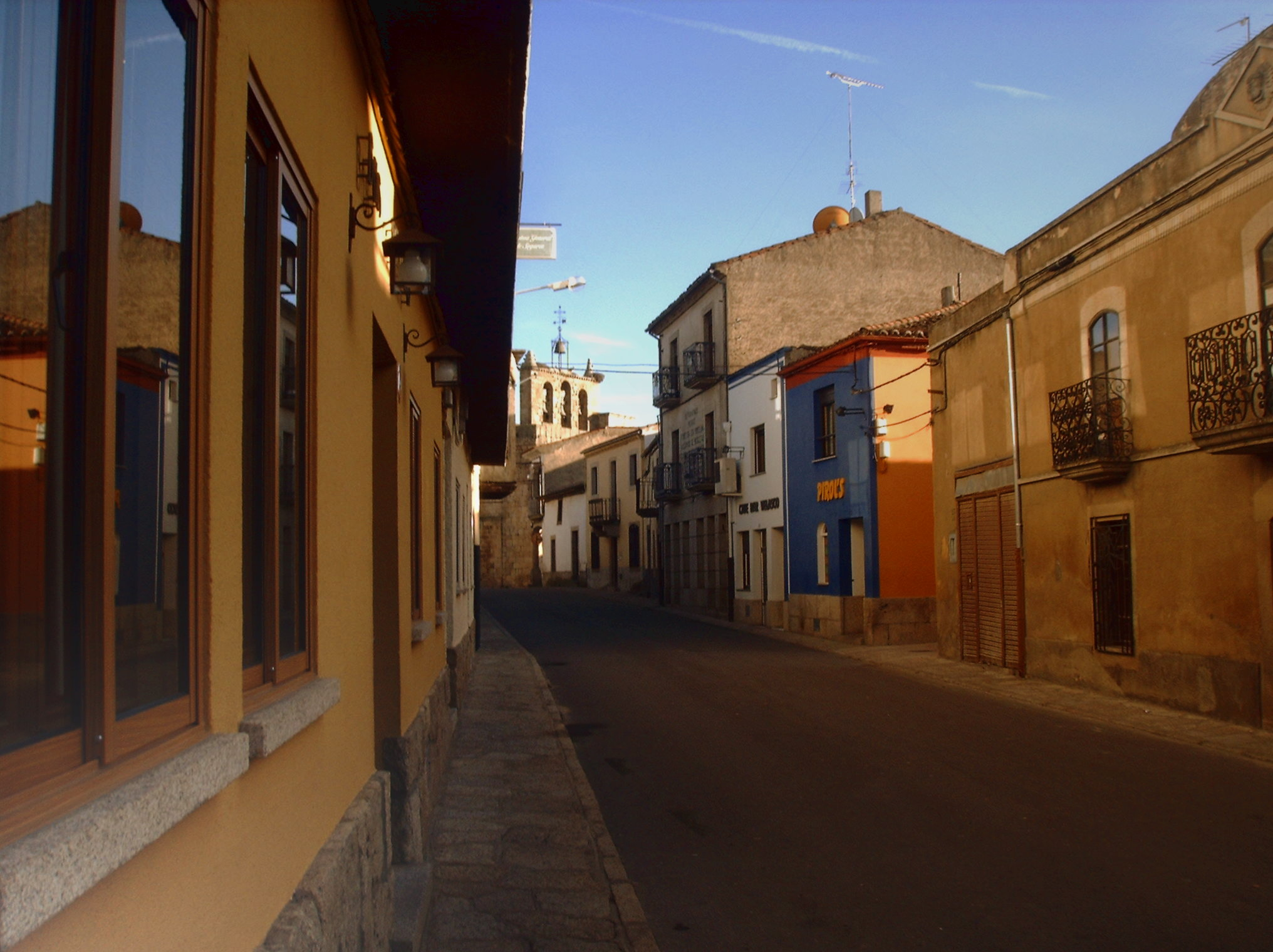
Calle Cruce, en pleno centro

Con la división territorial de España de 1833 en la que se crean las actuales provincias, Villavieja de Yeltes queda encuadrado dentro de la Región Leonesa, formada por las provincias de León, Zamora y Salamanca, de carácter meramente clasificatorio, sin operatividad administrativa, que a grandes rasgos vendría a recoger la antigua demarcación del Reino de León.
El 2 de julio de 1916, la localidad cambió su denominación oficial de Vilavieja por la de Villavieja de Yeltes.

## Demografía

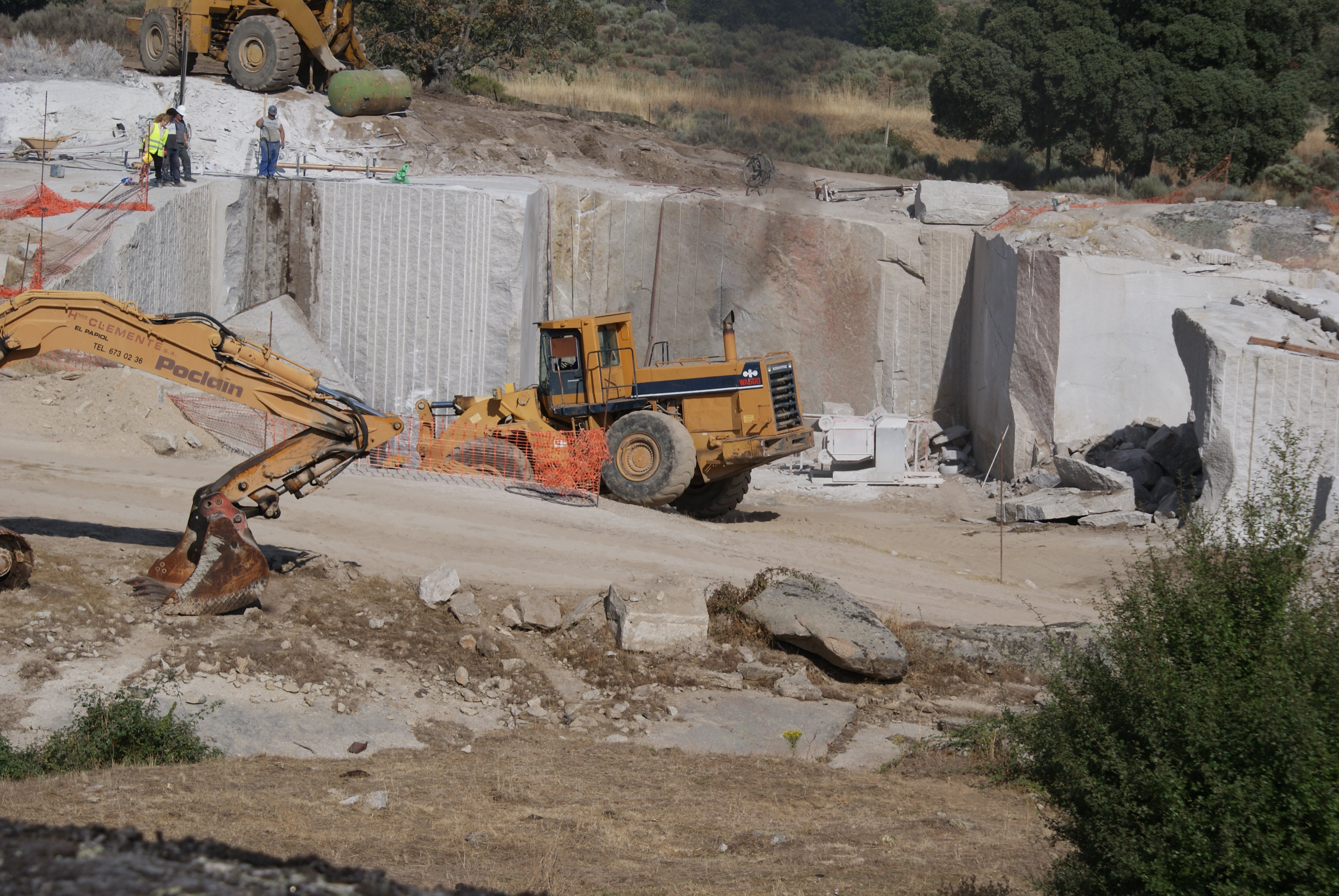
Cantera de granito

Villavieja de Yeltes cuenta con una población de 688 habitantes (INE 2024).
| Gráfica de evolución demográfica de Villavieja de Yeltes entre 1842 y 2021 |
| |
| Población de derecho según los censos de población del INE Población de hecho según los censos de población del INEEn estos censos se denominaba Villavieja: 1842, 1857, 1860, 1877, 1887, 1897, 1900 y 1910 |

Según el Instituto Nacional de Estadística, Villavieja tenía, a 31 de diciembre de 2018, una población total de 785 habitantes, de los cuales 410 eran hombres y 375 mujeres. En una superficie de 50,84 km² supone una densidad de población de 15,91 hab./km². Respecto al año 2000, el censo refleja 1119 habitantes, de los cuales 558 eran hombres y 561 mujeres. Por lo tanto, la pérdida de población en el municipio para el periodo 2000-2018 ha sido de 334 habitantes, un 30% de descenso.

## Economía
La antigua industria tradicional era la fabricación de trillos. La extracción de granito, los curtidos y la fabricación de calzado permitieron evitar durante mucho tiempo la emigración que azotaba los pueblos de la zona, debido a la escasa mano de obra que precisan los latifundios. Las canteras de granito comenzaron a explotarse de manera sistemática desde que en 1883 la llegada del ferrocarril permitió la exportación de la piedra. También había pequeñas fábricas de curtidos y decenas de talleres artesanos de zapateros remendones.
En la actualidad la economía es, ante todo, ganadería y agricultura aunque se conservan pequeños talleres de curtidos. La cantera de granito fue abandonada por razones desconocidas, aunque en el pueblo siguen realizándose labores de cantería.
También existe un pequeño sector dedicado a los servicios y el turismo conformado por bares, cafeterías o casas rurales.

## Administración y política
| Partido político                         | 2019  | 2019  | 2019       | 2015  | 2015  | 2015       | 2011  | 2011  | 2011       | 2007  | 2007  | 2007       | 2003  | 2003  | 2003       |
| Partido político                         | %     | Votos | Concejales | %     | Votos | Concejales | %     | Votos | Concejales | %     | Votos | Concejales | %     | Votos | Concejales |
| Partido Socialista Obrero Español (PSOE) | 62,69 | 331   | 5          | 55,82 | 307   | 4          | 52,44 | 312   | 4          | 65,75 | 428   | 5          | 64,39 | 443   | 6          |
| Partido Popular (PP)                     | 20,08 | 106   | 1          | 41,64 | 229   | 3          | 45,88 | 273   | 3          | 33,64 | 219   | 2          | 34,01 | 234   | 3          |
| Ciudadanos (CS)                          | 16,67 | 88    | 1          | —     | —     | —          | —     | —     | —          | —     | —     | —          | —     | —     | —          |

## Monumentos y lugares de interés

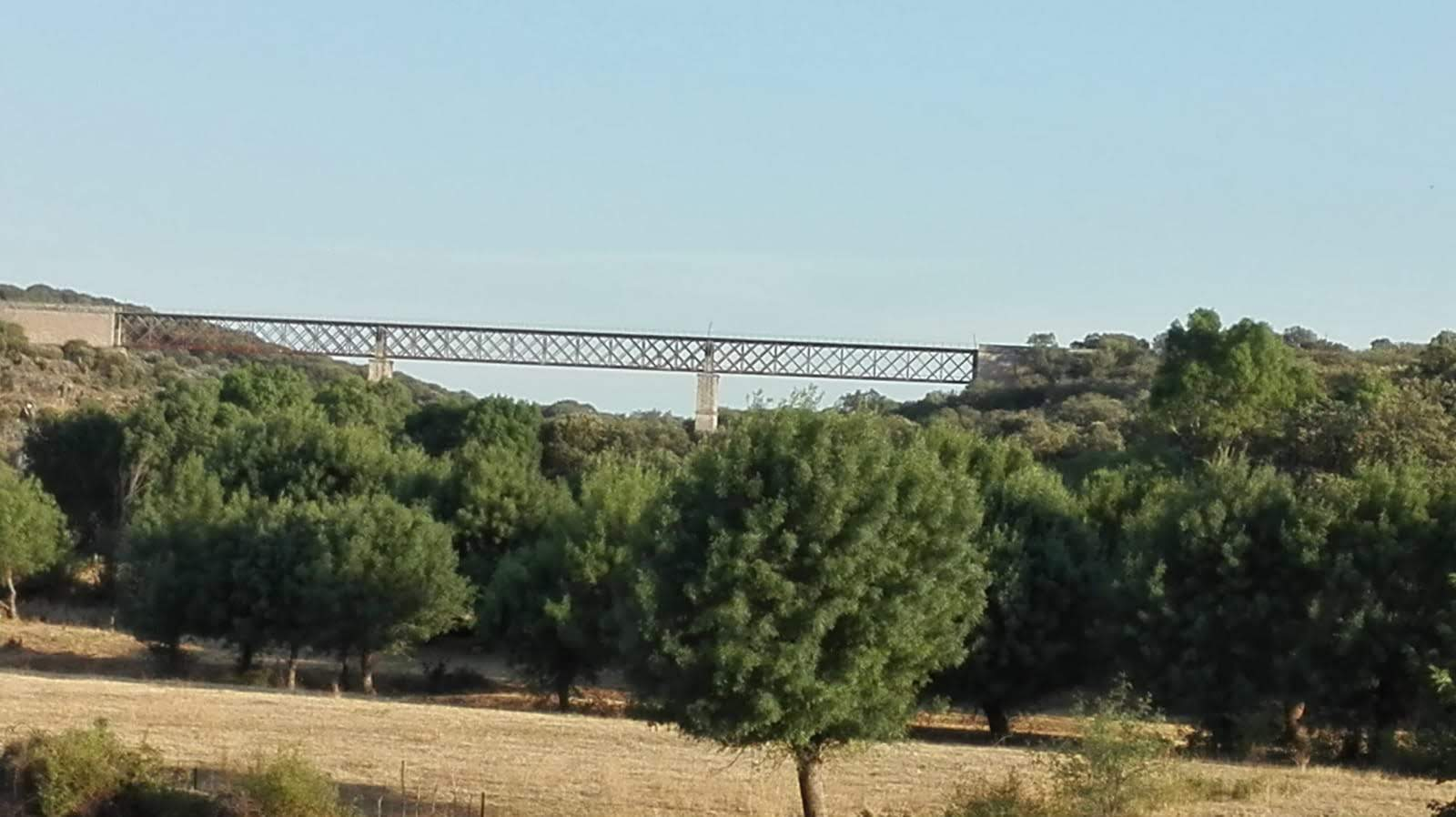
Puente de Hierro

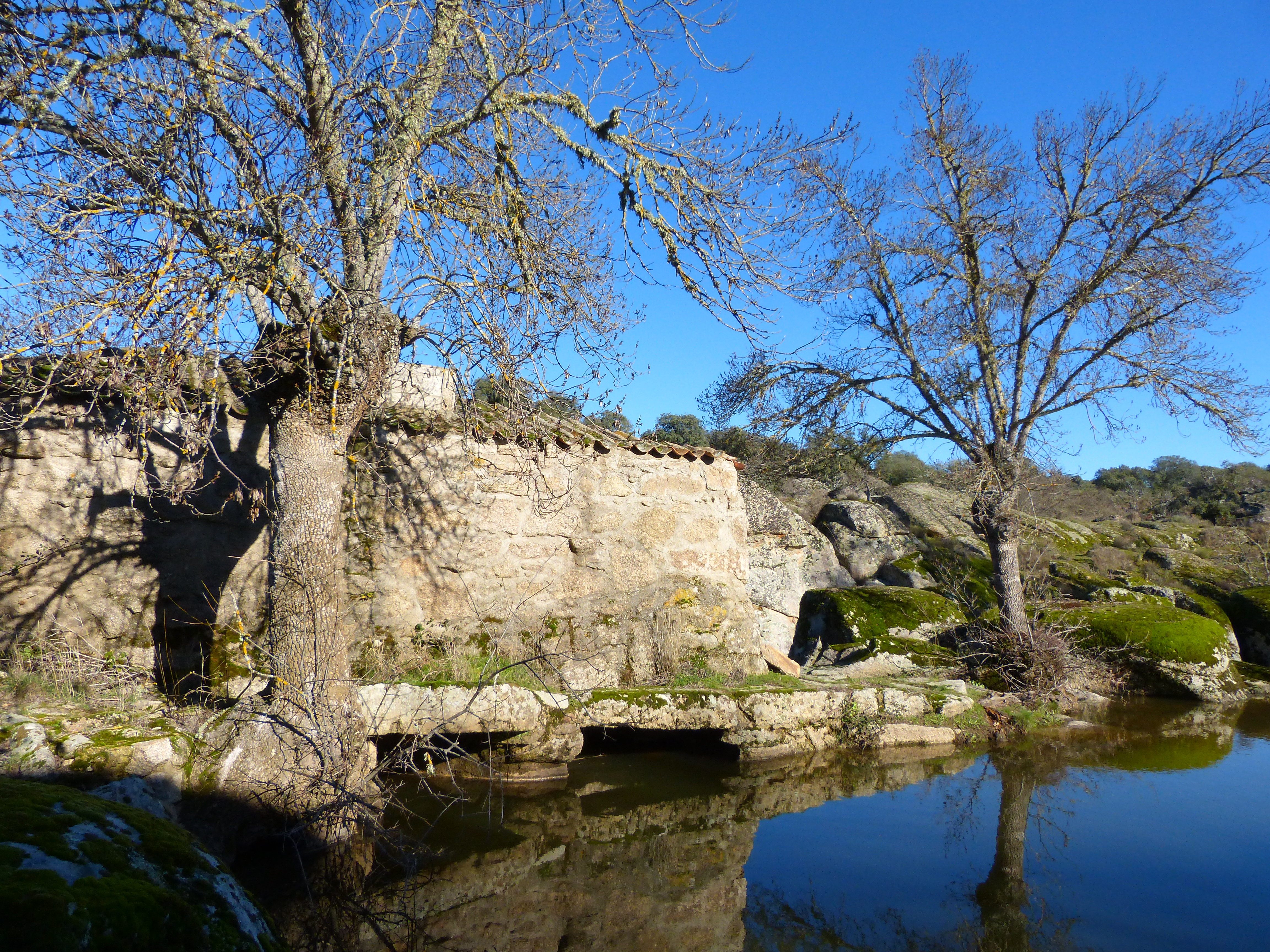
Molino de Esmeraldo

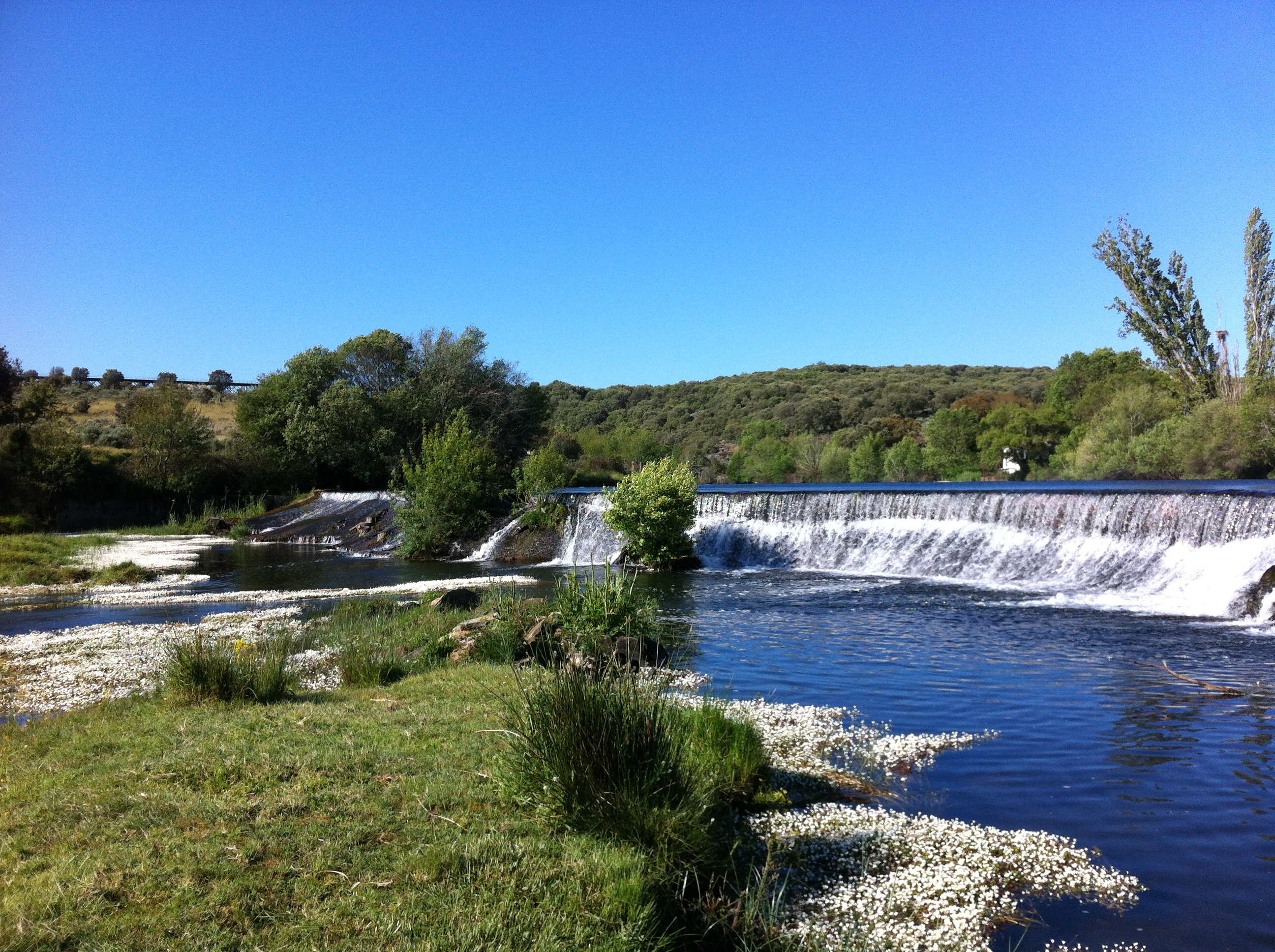
Presa del Pisón

- Iglesia parroquial de San Pedro ad Vincula.
- Ermita de Nuestra Señora de los Caballeros.
- Plaza Mayor.
- Puente de Hierro: Construido a finales del siglo XIX, es un viaducto metálico tipo Eiffel que salva el valle del río Yeltes. Situado entre los términos municipales de Villavieja de Yeltes y Villares de Yeltes, es parte de la línea férrea internacional que existía entre Pocinho (Portugal) y La Fuente de San Esteban (Salamanca, España).
- Estación de ferrocarril.
- Casa consistorial.

## Cultura

### Fiestas
Las fiestas patronales son los últimos días de agosto, en que se conmemora la festividad de Nuestra Señora de los Caballeros. La localidad vive en plena alegría y euforia con celebraciones religiosas, festejos taurinos, actuaciones musicales y deportivas. 
Especial relevancia cultural tienen las actuaciones folklóricas, íntimamente relacionadas con la villa, pues Villavieja es la Capital de la Charrería siendo el baile del Cordón una muestra singular y antológica de la tradición en bailes y danzas charras. Dicho baile puede verse el día 27 de agosto en la plaza mayor de la villa.
A lo largo del año se desarrollan otro tipo de festividades, y algunas de ellas arrastran las esencias de la tradición, como la de San Sebastián (el 20 de enero), que cuenta con su cofradía, y los hermanos van ataviados a la manera tradicional, con capa y sombrero; los cofrades disfrutan durante ese día de una alegre y festiva jornada con un convite y fiesta durante todo el día.
El transformista Madame Arthur, uno de los pioneros de la disciplina en el franquismo, es natural de la localidad.